# Cathédrale Saint-Magnus de Kirkwall
Pour l’ancienne cathédrale des îles Féroé, voir Cathédrale Saint-Magnus de Kirkjubøur. Pour les œuvres homonymes, voir Lumière du Nord.

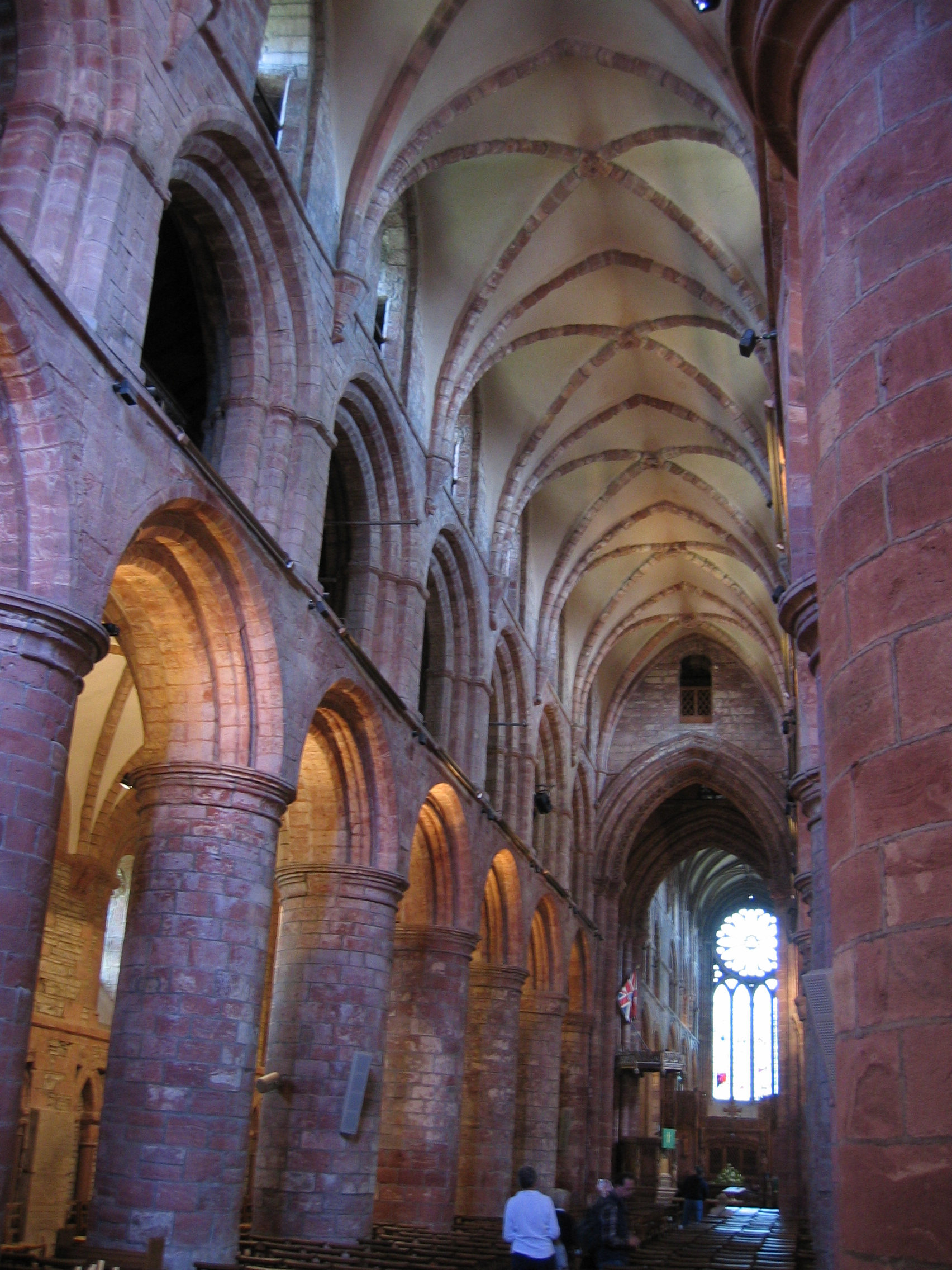
Intérieur de la cathédrale Saint-Magnus.

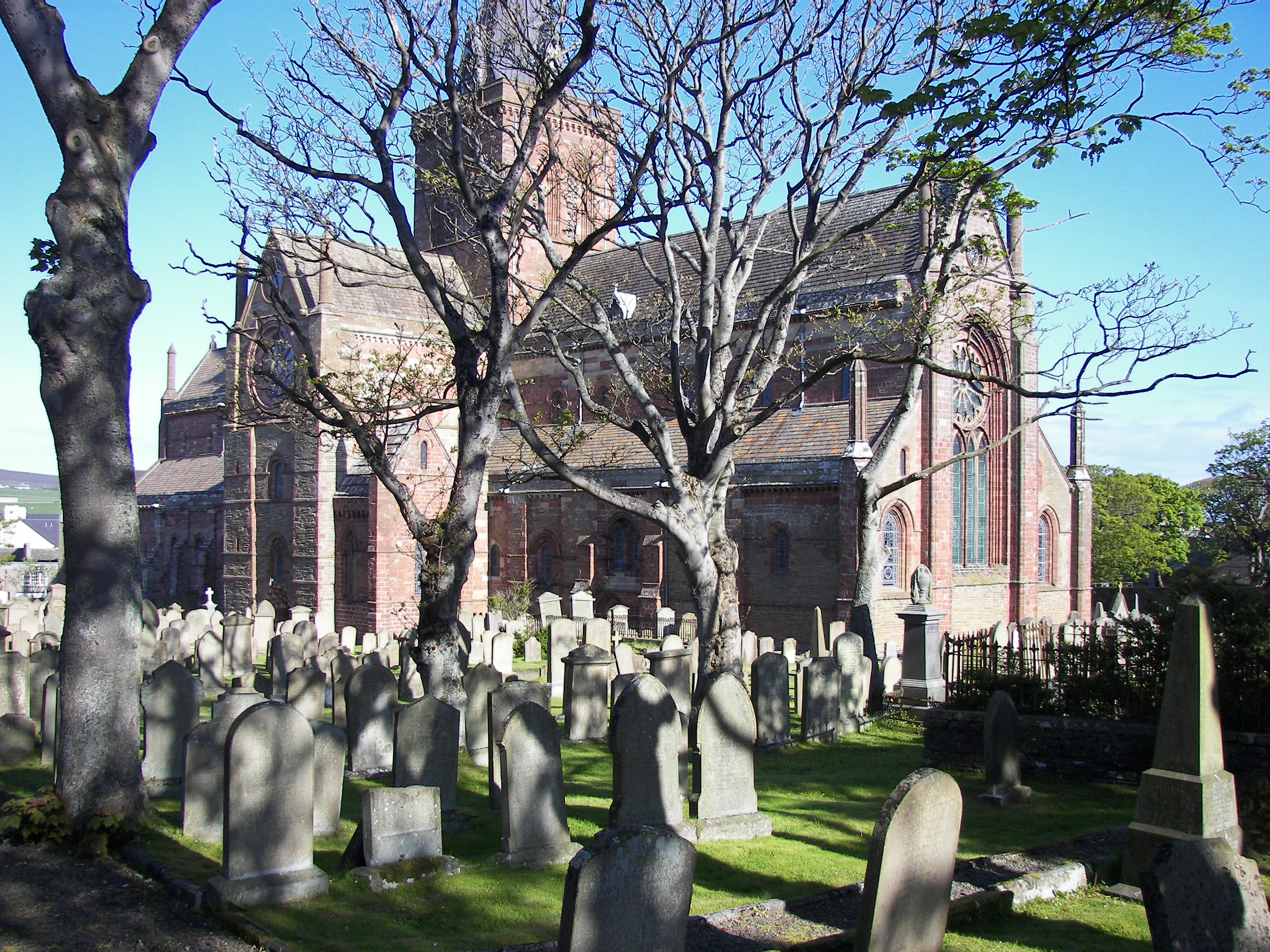
Cimetière Saint-Magnus.

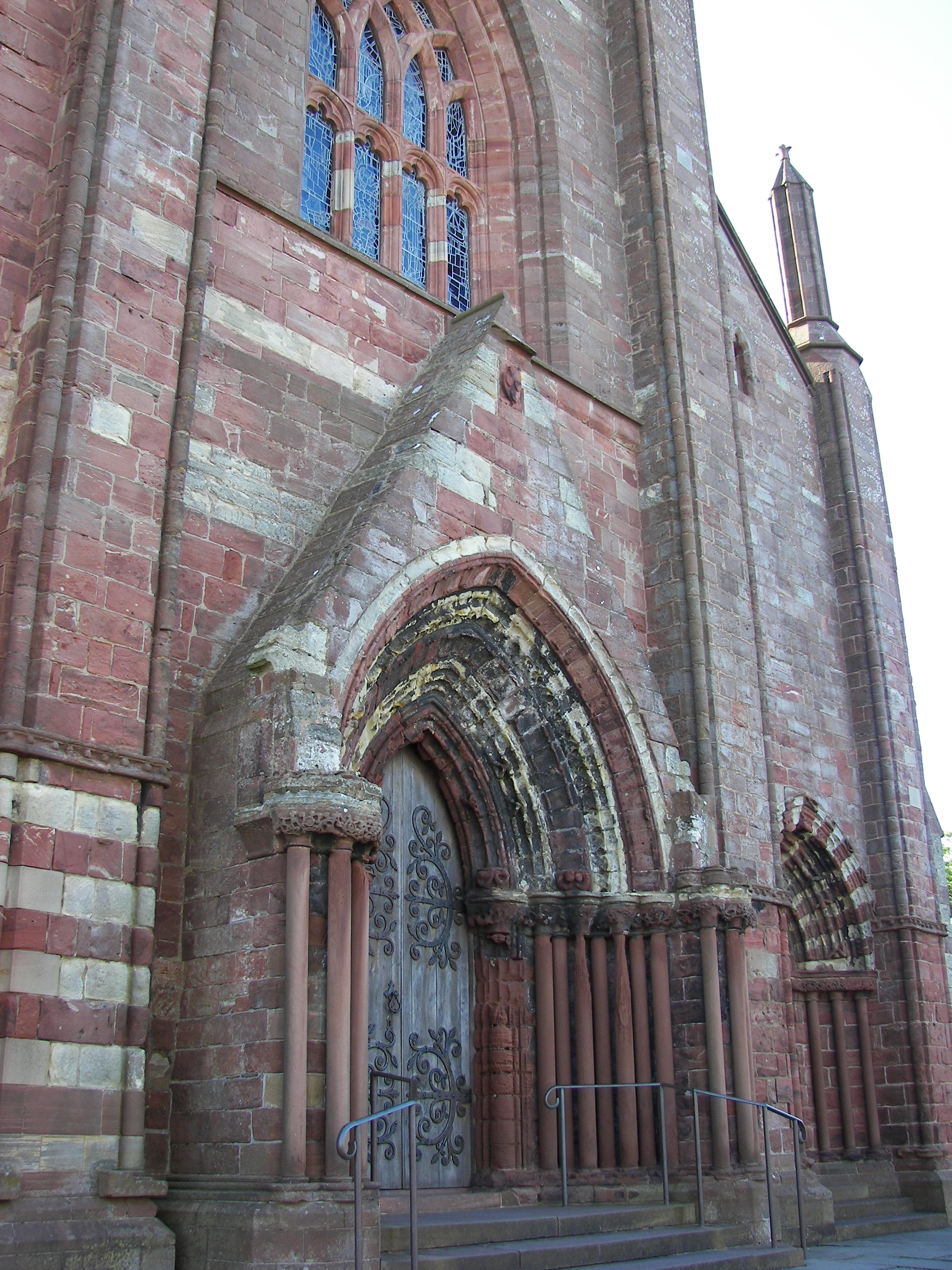
Entrée principale.

La cathédrale Saint-Magnus est une cathédrale dans la ville de Kirkwall dans les Orcades en Écosse. Connue sous le nom de « Lumière du Nord », cette cathédrale consacrée saint Magnus est la cathédrale la plus au nord des îles britanniques. Cet exemple d’architecture normande, construite pour les évêques d’Orkney quand les îles étaient gouvernées par les comtes norvégiens d’Orkney, abrite les dépouilles mortelles de saints. C’est la seule cathédrale écossaise entièrement médiévale, et l’un des édifices les mieux préservés de l’époque dans la Grande-Bretagne.

## Historique

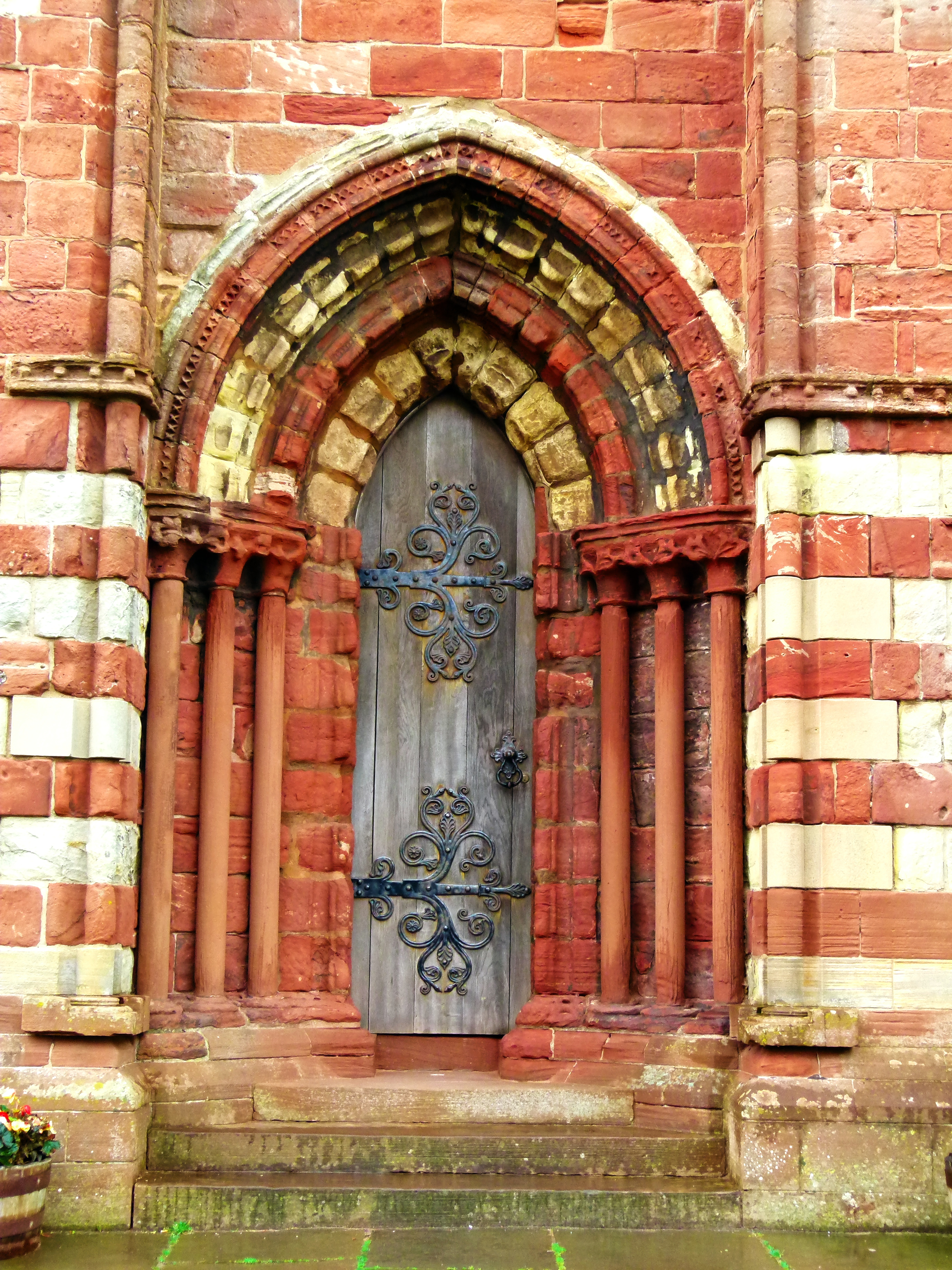
Porte latérale nord de la façade occidentale (immédiatement à gauche de l'entrée principale)

Dominant l’horizon de Kirkwall, la ville principale des Orcades, groupe d’îles écossaises au large de la côte nord du continent, la cathédrale Saint-Magnus est détenue non pas par l’église, mais par le bourg de Kirkwall à la suite d’un acte du roi Jacques III après l’annexion des Orcades par la Couronne écossaise en 1468. Le premier évêque fut William Senex, pour lequel fut construit le palais épiscopal, à proximité. Le diocèse dépendait de l’archidiocèse de Nidaros en Norvège. Avant la Réforme, la cathédrale dépendait de d’évêque d’Orkney, dont le siège était à Kirkwall. Aujourd’hui, c’est une église paroissiale de l’Église d’Écosse.
Sa construction qui s’est poursuivie pendant plus de trois siècles a débuté en 1137 après que Rognvald Kali Kolsson, neveu de saint Magnus fut devenu comte des Orcades. Lorsque Magnus fut canonisé, en 1135, sa dépouille fut transférée à l’église de Saint-Olaf dans le petit village qui est aujourd’hui Kirkwall. Le père de Rognvald, Kol, dirigeait les travaux. Lorsque les fonds vinrent à faire défaut, Kol conseilla à Rognvald de lever des fonds en restaurant les droits norvégiens sur la propriété dits « d’odal ». En 1158, alors que les travaux étaient encore en cours, un chef écossais tua Rognvald dont les os furent portés à la Cathédrale et qui fut, comme son oncle, canonisé en 1192. Ses os retrouvés lors de travaux au XIXe siècle y furent réinhumés.
Lorsque le roi Jacques III annexa les Orcades à l’Écosse en 1468, la cathédrale Saint-Magnus passa sous le contrôle des archevêché de Saint-Andrews et les évêques d’Aberdeen et des Orcades, dont le plus notable fut Robert Reid, qui a siégé à Saint-Magnus de 1541 à 1558, furent alors d’origine écossaise plutôt que scandinave.
La Réforme protestante en 1560 eut un effet moins spectaculaire sur la cathédrale Saint-Magnus que dans certaines autres parties de l’Écosse, mais celle-ci manqua néanmoins d’être détruite en 1614 lorsque les forces gouvernementales assiégèrent et détruisirent le château de Kirkwall lors d’une insurrection. La cathédrale, où s’étaient cachés des rebelles, était destinée à subir le même sort, lorsque l’évêque intervint pour les empêcher de mettre ce projet à exécution.
La cathédrale suit aujourd’hui les rites de l’Église anglicane d’Écosse.

## L’édifice
La cathédrale romane commencée en 1137 comporte de beaux exemples d’architecture normande attribués à des maçons anglais qui ont peut-être travaillé à la cathédrale de Durham. La maçonnerie utilise du grès rouge extrait près de Kirkwall et du grès jaune de l’île d’Eday, souvent en alternance ou en forme de damier de façon à donner un effet polychrome.
Lors de sa complétion au cours du XIIe siècle, la cathédrale d’origine comportait trois nefs à travée au chœur avec la baie à l’extrémité est plus courte, et avec l’abside similaire à celle d’origine à Durham. Le transept avait une seule chapelle à l’est, et huit travées pour la nef, comme à Durham et à l’abbaye de Dunfermline. La cathédrale d’origine comprend le chœur de l’église d’aujourd’hui. À la fin du XIIe siècle et au début du XIIIe siècle, l’édifice fut agrandi à l’est avec des voûtes à travers, et à la fin du XIVe siècle, l’actuelle façade fut adjointe au reste du bâtiment. Ces derniers éléments introduisirent le style gothique avec des arcs en ogive. Le grand âge d’une grande partie de la structure de la cathédrale signifie qu’elle a de plus petites fenêtres que celles trouvés de plusieurs églises modernes. La haute nef étroite donne l’illusion d’une taille beaucoup supérieure à ce qu’elle est en réalité. La cathédrale comporte également des escaliers de pierre en colimaçon très serrés et confinés.
Simultanément à la construction de la cathédrale d’origine, William Senex faisait construire le palais épiscopal à proximité, avec une grande salle rectangulaire au-dessus de magasins à voûtes. Après qu’il fut tombé en ruines, l’évêque Robert Reid, qui siégea à Saint-Magnus de 1541 à 1558, restaura le palais, après 1540, en y faisant ajouter une tour ronde, la « Toor Moosie ».

## Le donjon
Fait unique en Grande-Bretagne, la cathédrale de Saint-Magnus possède un donjon construit entre le mur sud du chœur et la chapelle du transept sud. Celle-ci, connue sous le nom de « Marwick’s Hole », quoique la source et la date de l’origine de ce nom soient inconnues. À l’origine la salle de justice au-dessus de la prison disposait d’une goulotte destinée à laisser tomber les prisonniers, qui étaient laissés dans l’obscurité totale et sans aucun moyen de s’échapper une fois l’ouverture fermée. Après la Réforme, la goulotte fut bloquée, et une ouverture fut ménagée plus haut dans la cathédrale à travers une ancienne  fenêtre. Le clergé, qui siégeait dans la chapelle, faisait passer le détenu autour du chœur et monter une échelle à l’ouverture menant dans sa cellule.

## Restauration
Au début du XXe siècle, la cathédrale a subi d’importants travaux, y compris le remplacement de la pyramide trapue au sommet de la tour avec un grand clocher revêtu de feuilles de cuivre. En conséquence, la cathédrale d’aujourd’hui ressemble beaucoup plus à ce qu’elle était avec sa flèche d’origine, qui fut frappée par la foudre à la fin du XVIIe siècle. Les travaux de restauration et de rénovation de la cathédrale continuent, et ce avec d’autant plus d’empressement depuis qu’on a découvert dans les années 1970 que l’extrémité ouest de la cathédrale menaçait de s’effondrer. D’autres travaux ont encore progressé, et pour célébrer son 850e anniversaire en 1987, la reine Élisabeth II a inauguré une nouvelle fenêtre ouest.